# Eva Rittmeister
Eva Rittmeister (* 5. Juli 1913 als Eva Knieper in Zeitz; † 19. Juli 2004 in Remchingen) war eine deutsche Ärztin und Widerstandskämpferin gegen den Nationalsozialismus.

## Leben
Eva Knieper war Tochter eines Kaufmanns; sie absolvierte nach der Schule eine Ausbildung als Kinderkrankenschwester und arbeitete dann als Büroangestellte.
1939 heiratete sie den  Arzt und Psychoanalytiker John Rittmeister. Durch ihn kam sie in Kontakt mit den widerständigen Gruppen um Harro Schulze-Boysen.
Zur Vorbereitung für das 1940 abgelegte Abitur besuchte Eva Rittmeister das Heilsche Abendgymnasium in Schöneberg. Dort lernte sie unter anderem Ursula Goetze, Liane Berkowitz, Fritz Thiel und Friedrich Rehmer kennen. Aus den gemeinsamen Unterrichtsvorbereitungen erwuchs ein den Nationalsozialismus ablehnender Kreis junger Leute, der später von der Gestapo unter dem Sammelbegriff Rote Kapelle geführt wurde. Durch Ursula Goetze kamen Kontakte zu einer Neuköllner KPD-Gruppe und zu ausländischen Arbeitern zustande.
Zusammen mit ihrem Ehemann wurde Eva Rittmeister am 26. September 1942 verhaftet. Nach einer kurzzeitigen Freilassung wurde sie ein zweites Mal am 5. Januar 1943 in Berlin inhaftiert und kam wie auch Eva-Maria Buch, Ursula Goetze, Annie Krauss, Maria Terwiel, Oda Schottmüller, Mildred Harnack, Libertas Schulze-Boysen, Elfriede Paul, Lotte Schleif, Martha Schulze, Antonie Graudenz, Rose Schlösinger, Marta Husemann, Hannelore Thiel, Erika von Brockdorff, Cato Bontjes van Beek, Joy Weisenborn, Ilse Schaeffer und Greta Kuckhoff ins Frauengefängnis Kantstraße. Der 2. Senat des Reichskriegsgerichts verurteilte sie am 12. Februar 1943 „wegen Abhörens feindlicher Sender“ zu drei Jahren Gefängnis. Im April 1945 wurde sie aus der Haft entlassen.

## Auszeichnungen
Eva Rittmeister erhielt in Anerkennung ihrer besonderen Verdienste in der Psychotherapie und Sozialpsychiatrie von der Gesellschaft für Ärztliche Psychotherapie (GÄP) der DDR die John-Rittmeister-Medaille. Diese wurde 21 Personen verliehen; unter ihnen waren nur drei Frauen. Außer Eva Rittmeister erhielten die Medaille Irene Blumenthal und die Leipziger Professorin Christa Kohler.